# アムラプラ
アムラプラ（Amlapura、アンラプラとも表記される）は、インドネシアのバリ州、カランガスム県の県庁所在地。カランガスム王国の都があり、カランガスムと呼ばれていたが、1963年にアグン山が噴火し被害が出たのを機にアラマプラと改名した。
カランガスム王国は早くにオランダに帰順した為に、街や文化を破壊されることはなく、古い文化の上にオランダと王宮文化が融合した町である。町は小さいがバリ島東部の商業や交通の要衝となっている。バスやベモのターミナルがある。